# Institut für Prävention und Arbeitsmedizin der Deutschen Gesetzlichen Unfallversicherung

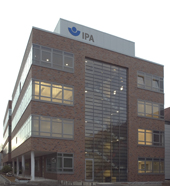
Der Anbau des IPA

Das Institut für Prävention und Arbeitsmedizin der Deutschen Gesetzlichen Unfallversicherung (IPA) ist die Einrichtung der Deutschen Gesetzlichen Unfallversicherung (DGUV) für Forschungsaufgaben mit arbeitsmedizinischem Bezug. 
Als Institut der Ruhr-Universität Bochum (RUB) ist das IPA an der Schnittstelle zwischen arbeitsmedizinischer Forschung und der Praxis für Sicherheit und Gesundheit positioniert. Zweck des IPA ist die Erforschung von Berufskrankheiten, arbeitsbedingten Erkrankungen und deren Ursachen, die Entwicklung von Verfahren zu deren Prophylaxe, Diagnose und Therapie.
Schwerpunkte der Arbeit des Instituts umfassen die Erforschung der komplexen Ursache-Wirkungs-Beziehungen von Berufskrankheiten und arbeitsbedingten Gesundheitsgefahren sowie die Entwicklung neuer Verfahren zu deren Diagnostik und Prävention, besonders im Hinblick auf multikausale Zusammenhänge bei der Entstehung von gesundheitlichen Effekten. Die Organisationsstruktur des IPA besteht aus vier eng miteinander verzahnt arbeitenden Kompetenz-Zentren: Medizin, Epidemiologie, Allergologie / Immunologie, Toxikologie/Molekulare Medizin.
Das IPA forscht schwerpunktmäßig zu arbeitsmedizinischen Fragestellungen. Weitere Aufgaben bestehen in der Beratung der Berufsgenossenschaften, Unfallkassen und der Deutschen Gesetzlichen Unfallversicherung, der Gremienarbeit sowie der Vertretung der Lehre im Fach Arbeitsmedizin der Medizinischen Fakultät der Ruhr-Universität Bochum.
Betreiber des Instituts ist die Deutsche Gesetzliche Unfallversicherung in Berlin. Die Wurzeln des IPA gehen bis in das Jahr 1929 zurück (Silikose-Forschungsinstitut). Das IPA ist aus dem Forschungsinstitut für Arbeitsmedizin der Deutschen Gesetzlichen Unfallversicherung (BGFA) hervorgegangen. Bereits im Juni 2007 haben die beiden Dachverbände der Berufsgenossenschaften und der Unfallkassen zur Deutschen Gesetzlichen Unfallversicherung fusioniert. Das hatte auch Folgen für das BGFA. Nicht nur der Kreis der Versicherten, für die das Institut Forschung betreibt, ist gewachsen, auch das Spektrum der wissenschaftlichen Fragestellungen hat sich deutlich erweitert. 